# Murray Schisgal
Murray Schisgal (New York, 25 novembre 1926 – Port Chester, 1º ottobre 2020) è stato un drammaturgo statunitense.

## Biografia
Avvocato e poi insegnante di inglese, si dedicò all'attività di drammaturgo dall'età di 35 anni. Le sue prime commedie, The Typists e The Tiger, furono scritte e rappresentate nel 1961 con buona accoglienza da parte della critica.
Del 1964 è la sua commedia più importante, Luv, rappresentata con grande successo a New York con la regia di Mike Nichols, e portata alla ribalta in parecchi teatri europei.
Ricevette la candidatura all'Oscar alla migliore sceneggiatura originale nel 1983 grazie al capolavoro Tootsie.
Nelle sue opere usò sempre dialoghi molto lucidi e controllati, conditi spesso da vena satirica.

## Opere principali
- Tipse - Tipser (The Typists) - I tipografi, del 1960.
- The Tiger - La tigre, del 1961.
- Luv, del 1964.
- The Old Jew, del 1965.
- Jimmy Shine, del 1969.
- The Chinese - Il cinese, del 1970.
- The Pushcart Peddlers, del 1980.
- Tootsie, del 1982.
- A walk on the moon - A spasso sulla Luna, del 1999.